# Đorđe Lebović
Đorđe Lebović (cyr. Ђорђе Лебовић; ur. 27 czerwca 1928 w Somborze, zm. 22 września 2004 w Belgradzie) – serbski dramatopisarz i scenarzysta filmowy.

## Życiorys
Był synem Pavle i Terezy z domu Snajder. W latach 1944–1945 z powodu żydowskiego pochodzenia był więziony w nazistowskich obozach koncentracyjnych: Auschwitz-Birkenau, Mauthausen i Sachsenhausen. Gorzkie doświadczenia zdobyte w czasie wojny odcisnęły ślad na jego późniejszej twórczości. W 1947 roku rozpoczął studia na Wydziale Technicznym w Belgradzie, skąd w 1948 roku przeniósł się na Wydział Filologiczny, który ukończył w 1951 roku. Już w czasie studiów pracował jako dziennikarz w Radio Belgrad i w magazynie satyrycznym „Jeż”. W latach 1954–1955 był kuratorem w Muzeum Sztuki Teatralnej w Belgradzie. Od 1955 roku kierownik Sceny Letniej, a od 1960 kierownik pawilonów wystawowych w Belgradzie. Był także reżyserem w Teatrze Dramatycznym w Belgradzie (1979–1981) oraz założycielem i pierwszym prezesem Stowarzyszenia Serbskich Dramatopisarzy.
Oprócz dramatów teatralnych, radiowych i telewizyjnych, scenariuszy radiowych jest także autorem niektórych z najbardziej popularnych filmów z byłej Jugosławii, takich jak Walter broni Sarajewa oraz Partyzancka eskadra. W swoich sztukach, przywołując wspomnienia o tragicznym dzieciństwie, Lebović próbuje uzyskać odpowiedź na pytania o głębokie przyczyny, które wywołały pragnienie zniszczenia w warunkach stworzonych przez wojnę.
W Polsce jest znany jako autor dwóch utworów: scenariusza filmu wojennego Walter broni Sarajewa z 1972 roku, a przede wszystkim dramatu Lalka z łóżka nr 21 (tyt. org.: Lutka sa kreveta br. 21).

## Lalka z łóżka nr 21
Dramat napisany w latach 60. XX wieku, poruszający kwestię wojennych losów i oceny postawy głównej bohaterki Wilmy Reiner, dawnej więźniarki Auschwitz-Birkenau, która pracowała w obozowym domu publicznym jako przymusowa prostytutka. Utwór jest zbudowany wokół filozoficznego pytania o kwestię przeżycia za wszelką cenę w warunkach wojny i Zagłady. Ukazuje też powojenną, społeczną zmowę milczenia i stygmatyzację zarówno ofiar, jak i samego tematu zbrodni o charakterze seksualnym w czasie II wojny światowej. Pisarz nadał głównej postaci tzw. imię mówiące (z niem. „reiner” – „czysty”), które jasno określa stosunek autora wobec kwestii oceny jej przeszłości.
W Polsce dramat zrealizowano w 1970 roku w Teatrze Telewizji (w ramach Studia Współczesnego TV) w reżyserii Jana Kulczyńskiego, z Haliną Mikołajską, Henrykiem Borowskim i Stanisławem Zaczykiem w rolach głównych. Z powodu kontrowersyjnego tematu i obsadzenia w realizacji Haliny Mikołajskiej (aktorki wówczas jawnie wspierającej opozycję antykomunistyczną), spektakl nie został wyemitowany w telewizji i zasilił grono tzw. „półkowników”, czyli realizacji, które ze względów cenzuralnych lub politycznych nie były upubliczniane, a ich taśmy przetrzymywano „na półkach”. Pierwsza emisja telewizyjna miała miejsce dopiero 19 marca 2019 roku w TVP Kultura. W Polsce dramatu jeszcze nie wydano drukiem.
Utwór stał się inspiracją dla dramatopisarki Magdy Fertacz, która wychodząc od Lalki i historii odbioru tego utworu w Polsce napisała dramat Puppenhaus. Kuracja opowiadający o kwestii niewygodnej i wypartej pamięci z okresu II wojny światowej. Został on wystawiony w TR Warszawa w 2017 roku, a w rankingu krytyków teatralnych miesięcznika Teatr uznany za jeden z najlepszych tekstów teatralnych napisanych w sezonie 2016/17.